# In the Name of the Grandfather
«In the Name of the Grandfather» (с англ. — «Во имя дедушки») — четырнадцатый эпизод двадцатого сезона мультсериала «Симпсоны». Премьера эпизода состоялась 17 марта 2009 года. Эта серия стала первой серией, которая была показана раньше в Европе, чем по сети Fox. В честь дня Святого Патрика, канал Sky1 показал серию в Великобритании и Ирландии 17 марта, Fox же показал серию 22 марта.

## Сюжет
Семья Симпсонов посещает магазин «Товары для дома и сада», где они решили приобрести джакузи. Они часами сидят в ванне и настолько расслабились, что забывают посетить Абрахама «Дедушку» Симпсона на семейном мероприятии. Дедушка сердито отключает и разрушает джакузи и ругает их за его игнорирование. Гомер решает извиниться за их безнадзорность и решает сделать что-то приятное для Дедушки. Дедушка вспоминает о пабе О’Флэнагана в Данкилберри в Ирландии, где была лучшая ночь в его жизни много лет назад. Гомер решает взять Дедушку туда для его последнего напитка. Когда семья приезжает, они понимают, что Ирландия стала коммерческой страной, в которой живут потребители и трудоголики. Паб исчерпал весь свой бизнес, поскольку многие теперь яппи и не заинтересованы в алкоголе. Владелец паба Том O’Флэнаган рад, что у него снова есть клиенты. Гомер и Дедушка садятся в баре и начинают выпивать, в то время как Мардж, Барт и Лиза посещают различные достопримечательности Ирландии. Они посещают Дорогу гигантов, пивоварню Гиннесса, замок Бларни и Дублин.
После долгой ночи питья Гомер и Дедушка проснулись и обнаруживают, что они купили паб у Тома O’Флэнагана во время выпивки накануне вечером, к их большому шоку и смятению. Они переименовывают бар и пытаются продолжать работать, но не получают прибыльного бизнеса и находят способ, как получить прибыль с их неприветливого бизнеса. Гомер получает помощь от Мо Сизлака, который предлагает позволить людям делать незаконные вещи в их пабе. Они узнают, что курение в настоящее время запрещено в ирландских пабах, и Мо настоятельно призывает Симпсонов превратить его в курильню. Они ведут оживленную торговлю, но их закрывают ирландские власти. В наказание Гомера и Дедушку депортируют обратно в Америку и заставляют уплатить небольшой штраф. Шеф Виггам приезжает, чтобы привести их обратно в США, но случайно бьет себя дубинкой, затем прыскает себе в глаза из баллончика и потом бьёт себя электрошокером.

## Культурные отсылки
Эпизод содержит многочисленные шутки, в которых есть отсылки про Ирландию и её культуру:
- Прежде всего, название пародирует ирландский фильм «Во имя отца».
- Семья Симпсонов посещает достопримечательности, в числе пивоварню Гиннесса, замок Бларни и город Дублин в Республике Ирландии, а также Дорогу гигантов в Северной Ирландии.
- Вымышленная деревня Дункилдерри содержит яппи-лепреконы, описываются Дедушкой, как «япреконы», и Гомер пьёт пиво Гиннесс.
- Симпсоны приезжают в Дублин в Блумсдэй, в котором люди пытаются подражать событиям романа Джеймса Джойса «Улисс».
- На суде Гомер говорит, что он хочет вернуть Ирландию обратно в старые добрые времена «Праха Анджелы», отсылаясь к мемуарам ирландского писателя Фрэнка Маккорта.
- В своих воспоминаниях Дедушка танцует в стиле Riverdance.
- Музыканты Глен Хансард и Маркета Ирглова исполняют свои роли из ирландского фильма «Однажды».
- Рекламный щит в Ирландии рекламирует грузчиков из U2 транспортной компании с лозунгом «Мы загрузим вас по полной».
- На Дороге гигантов, Мардж гонится за Бартом и Лизой по базальтовым колоннам, пародируя видеоигры Q*bert.
- Судья в конце эпизода похож на мистера Картофельную голову.
- В эпизоде есть пародия на Эллис-Айленд (упоминается Микэлис-Айленд) и Статую Свободу (появляется статуя гнома с горшком золота, аналогичная Статуе Свободы).

## Отношение критиков и публики
Во время первого показа на Sky1 в Великобритании эпизод посмотрело 957 тысяч зрителей с 4,7 % аудитории. Первый эфир Sky1 в Ирландии видели 511 тысяч зрителей, это 33 % аудитории. Эпизод стал самым популярным в вещании Sky1 в Ирландии, побив предыдущий рекорд, установленный в апреле 2004 года. Эпизод посмотрело 60,5 % детей и 40 % людей в возрасте 15—24 лет. Первая трансляция эпизода на Fox в США получила 3,6 по рейтингу Нильсена, и эпизод был посмотрен в 6,15 миллионах домов. Эпизод занял третье место в своём временном интервале, поделив его с эпизодом Царь горы.
Шейн Хегарти из The Irish Times пишет, что возможно, он не был старинным эпизодом, но здесь было много хороших моментов, и с ирландской точки зрения это была увлекательная возможность увидеть себя глазами в величайшем комедийном сериале, когда-либо написанным. Он добавил, что даже если он упивался стереотипами, он использовал их, чтобы продолжить шутку о том, как Ирландия не соответствует американским просмотрам этого. Пэт Стейси из «Evening Herald» поставил эпизоду две звезды. Он написал, что любил анекдоты про ирландские достопримечательности, но назвал эпизод довольно небрежным, это были ветхие полчаса и ещё он отметил, что Колм Мини заслуживает лучшей роли. Эван Фаннинг из Irish Independent написал: «Да, Симпсоны прилетели в Ирландию и всё, что мы получили, это несколько паршивых подогретых шуток и чувство, что всё это было пустая трата времени».
Роберт Кэннинг из IGN написал: «Это не было смешными приключениями на иностранную землю, но эпизод был исправен. Спасающей благодатью эпизода были все ирландские виньетки Мардж и детей. Эти быстрые удары приколами были смешными моментами и удержали эпизод от полной скуки». Ариэль Пониуэсер из FireFox сказала: «Колм Мини сделал превосходную работу с его ролью Том O’Флэнагана. Многочисленные шутки также помогли пробить этот эпизод, но чувствуется, что эпизод ничто, но особенное. Мягкий для отдыха эпизод и тусклый по сравнению с другими связями Эйба и Гомера в эпизодах. Это разочаровывает пикник». Стив Хайслер из The A.V. Club дал эпизоду B, отметив, что эпизод может позволить весело провести время с окружением, добавив, что это была одна из его любимых серий двадцатого сезона.